# Unter Wasser rund um die Welt
Unter Wasser rund um die Welt ist ein US-amerikanischer Science-Fiction-Film des Regisseurs Andrew Marton aus dem Jahre 1966. In den deutschen Kinos hatte er am 5. August 1966 Premiere.

## Handlung
Nachdem eine Reihe von Meeresbeben in der Vergangenheit weltweit große Schäden angerichtet hat, bekommen Dr. Doug Standish und sein Expertenteam von der US-amerikanischen Regierung den Auftrag, ein von Professor Hamaru entwickeltes Frühwarnsystem für Meeresbeben zu installieren. Hierfür steht ihnen ein Spezial-U-Boot, die Hydronaut, zur Verfügung. Die Besatzung setzt sich aus Meeresforschern, Seismologen und Elektronikern zusammen, einzige Frau an Bord ist die Meeresbiologin Maggie Hanford. 
Nachdem der erste Sensor im Puerto-Rico-Graben erfolgreich verankert wird, weicht die anfängliche Euphorie wachsenden zwischenmenschlichen Spannungen an Bord und die Aufgabe, insgesamt 50 Systeme im Atlantik und Stillen Ozean zu installieren, erweist sich zunehmend schwieriger als angenommen.
Weitere Probleme ergeben sich, als das U-Boot von einem riesigen, muränenartigen Tiefseeungeheuer angegriffen wird und ein unterseeischer Vulkanausbruch das U-Boot schwer beschädigt. Der Crew gelingt es aber, sich aus allen Gefahrensituationen zu befreien und die Mission schließlich erfolgreich zu erfüllen.

## Kritiken
„Seemannsgarn, wenig aufregend gesponnen“

„Technisch raffiniert ausgeklügelter utopischer Film, der sich in seiner Wirkung jedoch dadurch selbst beeinträchtigt, daß er sich nicht klar zwischen Zukunfts- und Abenteuergeschichte entscheiden kann.“

„Ein handwerklich sauber gemachter, interessant belehrender, halb-utopischer amerikanischer Abenteuerfilm […]. Gut anschaubar.“